# بطاقة الشحن
بطاقة الشحن هي بطاقة تمكن حامل البطاقة من إجراء عمليات الشراء التي يتم دفع ثمنها من قِبل جهة إصدار البطاقة، والتي يصبح صاحب البطاقة مدينًا لها. يلتزم حامل البطاقة بسداد الدين لمصدر البطاقة بالكامل بحلول تاريخ الاستحقاق، وعادة ما يكون ذلك على أساس شهري، أو يخضع للرسوم المتأخرة والقيود المفروضة على استخدام البطاقة مرة أخرى. تختلف بطاقات الشحن عن البطاقات الائتمانية ، حيث أن البطاقات الائتمانية هي أدوات ائتمان متجددة لا يلزم سدادها بالكامل كل شهر وقد يتم ترحيل الرصيد الذي يتم دفع الفائدة عليه. عادة ما يتم إصدار بطاقات الشحن دون حدود الإنفاق، ولكن عادةً ما يكون لبطاقات الائتمان حد ائتمان محدد قد لا يتجاوزه حامل البطاقة.

## التاريخ
في عام 1914، افتتحت ويسترن يونيون حساب الشحن الأول لعملائها وقدمت لهم البطاقة مع تحديد الهوية. كان هناك العديد من المتاجر الكبرى التي فتحت حسابات شحن للمتجر لعملائها مع تحديد هوياتهم، مما يتيح للعميل إجراء عمليات شراء على الائتمان المقدم من المتجر. ومع ذلك، يمكن استخدام هذه الحسابات فقط داخل المتجر الذي أصدرها. في عام 1950، بدأ Diners Club فتح حسابات الشحن ببطاقات هوية ورقية موجهة إلى أسواق السفر والترفيه. الميزة الجديدة لهذه البطاقات هي أنه يمكن استخدام بطاقة الشحن في عدد كبير من المتاجر. كان على هذه المتاجر إبرام اتفاق مع Diners Club ، ودفع رسوم للشركة. بالنسبة للرسوم، تحمل Diners Club تكلفة إعداد الحسابات، وتفويض كل معاملة، وتجهيز المعاملات والمجموعات، وتحمل تكاليف التمويل وتحمل مخاطر تقصير حاملي البطاقات. كان النظام الجديد جذابًا بشكل خاص للمتاجر الأصغر التي تتنافس مع المتاجر الكبرى، بسبب أنهم لم يتمكنوا من المضي في إنشاء مرافق لحسابات الشحن الخاصة بهم. في النهاية، بدأت المتاجر الكبرى في قبول هذه البطاقات، مما يدل على أن الرسوم التي يفرضها مشغل البطاقة كانت أقل من تكلفة المتجر في إدارة حسابات المتجر الخاصة به. في عام 1957، دخلت أمريكان إكسبريس المجال، وفي عام 1959 كانت أول شركة تصدر بطاقات شحن بلاستيكية منقوشة وفقًا لمعايير ISO / IEC 7810 .
في أوروبا، حلّت علامة مايسترو التابعة لشركة ماستر كارد (وهي بطاقة خصم بدلاً من بطاقة شحن) محل علامة Eurocheque الأوروبية لبطاقات الدفع في عام 2002. العديد من بطاقات Eurocheque ، خاصة في دول مثل النمسا وألمانيا، كانت بطاقات شحن تحمل شعار Eurocheque . بالإضافة إلى ذلك، فإن بطاقة Eurocard الأوروبية، التي تم إصدارها كمنافس لـ أمريكان إكسبريس كانت، وفي بعض البلدان (مثل بلدان الشمال الأوروبي)، لا تزال بطاقة شحن.   لذلك، فإن غالبية بطاقات ماستر كارد في هذه البلدان لا تزال بطاقات شحن. بطاقات شحن فيزا متوفرة أيضا في أوروبا.

## العمليات
يتعين على مستخدم البطاقة المدفوعة دفع رصيد حسابه في نهاية كل شهر، ولا تتقاضى شركة بطاقة الشحن فائدة، على عكس بطاقة الائتمان. المصدر الرئيسي للإيرادات لشركة بطاقة الشحن هو رسوم التاجر، وهي نسبة مئوية من قيمة المعاملة التي تتراوح عادة بين 1 و 4 ٪، بالإضافة إلى تبادل أو الحد الأدنى للرسوم.
العديد من بطاقات الشحن لديها خيار للمستخدمين لدفع بعض المشتريات مع مرور الوقت. يمكن لعملاء بطاقات أمريكان إكسبريس، على سبيل المثال، التسجيل في «خيار الدفع الموسع» (يشار إليه داخليًا باسم «إكسبو») حتى يتمكنوا من الدفع مقابل المشتريات التي تزيد عن 200 دولار مع مرور الوقت،  أو في «تسجيل السفر» ليكونوا قادرين على الدفع مقابل مؤهل النفقات المتعلقة بالسفر مع مرور الوقت.
تحتوي معظم بطاقات الشحن أيضًا على ميزة تسمى «بلا حد مسبق للإنفاق» (NPSL). في حين أن المستهلكين غالباً ما يستخدمون NPSL ليعنيوا أن بطاقاتهم بلا حدود، فإن NPSL يعني في الحقيقة أن حد البطاقة يتغير غالبًا من شهر لآخر، استنادًا إلى عوامل مثل فرض رسوم على المستهلك وسجل الدفع بالإضافة إلى الاتجاهات الاقتصادية العامة. وفقًا لدراسة CardHub.com NPSL ، تتنوع الطريقة التي يتم بها الإبلاغ عن بطاقات شحن NPSL إلى مكاتب الائتمان الرئيسية حسب المصدر ويمكن أن تؤدي إلى زيادات مصطنعة في استخدام الائتمان، مما يؤدي إلى خفض نقاط فيكو.
الحكومات والشركات الكبرى غالبا ما تستخدم بطاقات الائتمان لدفع ثمن وتتبع النفقات المتصلة بمهام رسمية. وغالبا ما يشار إليها باسم بطاقات الشراء. يصدر بعض تجار التجزئة والبنوك بطاقات شحن للعملاء على سبيل المثال:
بريتش بتروليوم، سباق الدراجات النارية، شركة شل للنفط، شركة إكسون موبيل، ARCO ، شركة النفط سنكلير، كويك التعبئة، كويك رحلة / كويك ستار، بنك وادي السليكون، [سونوك] ، ألوها للبترول، في روتر، كلارك العلامات التجارية، Comdata ، Fuelman ، بنك الولايات المتحدة، بنك لويدز، Brex Inc. World Fuel Services ، Casey's General Stores ، Edenred ، 7-Eleven ، Chevron Corporation ، Valero Energy ، CENEX ، MAPCO Express، Inc. Citgo ، Lukoil ، Phillips 66، Delek US ، Holiday Stationstores ، PNC Financial Services ، Peoples بنك، سيتي بنك، LP نفط الخليج، ميرفي الولايات المتحدة الأمريكية، الاسكيمو الطاقة، GetGo ، كوم والعودة، ماير، QuikTrip ، Sheetz ، واوا، وشركة، CountryMark ، شركة الطاقة NOCO ، ماراثون للبترول، دائرة K ، الطيار الطائر J ، RaceTrac ، QuickChek Corporation ، Royal Farms ، Andeavour ، Stripes LLC ، WEX Inc. Thorntons Inc. Irving Oil ، Quarles Petroleum Inc. Spinx، Fuel Express Inc. CEFCO Convenience Stores Inc. Petrol Plus Region، Bosselman Enterprises، Maverick Inc. Mirabito Holdings Inc. BAC Community Bank، Mansfield Energy Corp. Simonson Station Stores، ASAP Energy Inc. Daigle Oil Company، Riggins Inc. P-Fleet Inc. .
بعض بطاقات أمريكان إكسبريس وداينرز كلوب هي بطاقات شحن، وليست بطاقات ائتمان أو خصم مثل فيزا وماستر كارد. تعتبر بطاقة SELECT Black Card وبطاقة Coutts Silk Card بطاقات شحن.